# Vlag van Herzegovina-Neretva

Vlag van Herzegovina-Neretva (ratio 3:5)

De vlag van Herzegovina-Neretva (Bosnisch: Zastava Hercegovačko-neretvanskog kantona) bestaat uit vijf horizontale banen in de kleurencombinatie rood-wit-blauw-wit-groen en toont in het midden het wapenschild van het kanton. De vlag is in gebruik genomen op 7 oktober 2004.
De rode, witte en groene banen verwijzen naar de vlag van de Federatie van Bosnië en Herzegovina en naar de etnische herkomst van de meeste bewoners van Herzegovina-Neretva: groen en wit staat voor de Bosniakken, rood en wit voor de Bosnische Kroaten. Daarbij moet opgemerkt worden dat deze symboliek niet formeel is vastgelegd, aangezien verwijzingen naar etniciteiten in overheidssymbolen in Bosnië en Herzegovina ongrondwettelijk zijn. De blauwe baan verwijst naar de rivier de Neretva.
Het wapenschild van Herzegovina-Neretva heeft een gouden rand en is in twee blauwe vlakken verdeeld; het bovenste lichtblauw en het onderste donkerblauw. In het onderste blauwe vlak staan drie witte golvende lijnen, die verwijzen naar de rivier de Neretva en naar de kust (Herzegovina-Neretva is het enige Bosnische kanton met een kustlijn). Mogelijk verwijzen de golvende lijnen ook naar de drie volken die volgens de grondwet de staat Bosnië en Herzegovina vormen: de Bosniakken, Kroaten en Serviërs. In het lichtblauwe vlak staat een negenpuntige gouden ster; deze symboliseert de negen gemeenten in het kanton.